# Фурусё, Мотоо
Мотоо Фурусё (яп. 古荘 幹郎; 14 сентября 1882, префектура Кумамото, Японская империя — 21 июля 1940, Токио, Япония) — генерал-лейтенант Императорской армии Японии, командир 21-й армии во время Кантонской операции в 1938 году.

## Биография
Родился 14 сентября 1882 года в префектуре Кумамото. Учился в военной школе, закончил 14-й класс Военной академии Императорской армии Японии в 1902 году. Участвовал в русско-японской войне в звании второго лейтенанта, служил в 4-м пехотном полку Императорской гвардии.
Окончил 21-й класс Высшей военной академии Императорской армии Японии в 1909 году. После окончания служил на ряде должностей в Генеральном штабе Императорской армии Японии. Был военным атташе в Германии, адъютантом у фельдмаршала Ямагата Аритомо.
После службы в качестве инструктора в Армейском военном колледже в 1921—1923 годах, Фурусё стал начальником 1-го отдела (организации и мобилизации), 1-го Бюро Генерального штаба Императорской армии Японии в 1923—1925 годах. Затем он получил в командование 2-й полк Императорской гвардии в 1925—1927 годах.
После службы в Министерстве войны в 1927—1928 годах, Фурусё был в генерал-майоры и назначен командиром 2-й пехотной бригады. Он вернулся на различные административные должности в Генеральном штабе в 1929—1934 годах.
Получил звание генерал-лейтенанта в 1933 году. Фурусё принял командование 11-й дивизии Императорской армии Японии в 1934 году. Впоследствии он занимал должность вице-министра армии в 1935—1936 годах.
В 1936 году Фурусё стал руководителем секции Армейского авиационного департамента. В 1937 году был назначен командующим Тайваньской армии.
С началом Второй японо-китайской войны в 1937 году, Фурусё отправился в Китай в качестве командира 5-й армии. В 1938 году он стал командиром 21-й армии. Он вернулся в Японию в 1938 году, получил звание полного генерала и служил в качестве члена Высшего военного совета вплоть до своей смерти в 1940 году. Его могила находится на кладбище Тама в Футю.